# ミハエル・ヴィットマン
ミハエル・ヴィットマン（Michael Wittmann、1914年4月22日 - 1944年8月8日）は、第二次世界大戦中のドイツ第三帝国の親衛隊員。武装親衛隊の第1SS装甲師団ライプシュタンダルテ・SS・アドルフ・ヒトラー (LSSAH) に所属した戦車兵。最終階級はSS大尉。
撃破数は戦車138両、対戦車砲132門。最も多くの敵戦車を撃破した戦車兵の一人である。特にノルマンディー戦線で、彼が単騎でイギリスの戦車部隊に壊滅的打撃を与えたヴィレル・ボカージュの戦いは有名。

## 生い立ち
1914年4月22日、ヴィットマンはドイツ・バイエルン州のオーバープファルツのフォーゲルタールの農家に生まれ、家業を手伝っていた。1934年に勤労奉仕団に志願し、アウトバーン建設やフランス国境の西方防塞の建設事業に参加し、引き続き1936年まで第19歩兵連隊で義務兵役を修め1937年に親衛隊特務部隊に志願した。

## 第二次世界大戦
1939年9月1日、ドイツはポーランド侵攻を開始。ヴィットマンSS軍曹はLSSAHの一員としてポーランド戦に従軍した。9月28日、ポーランド戦終了後、LSSAH連隊はフランス戦準備のために西部国境へ移動した。
1940年5月10日に西方諸国へ攻撃作戦「黄色作戦」が発動され、LSSAH連隊はオランダに侵攻した。ダンケルク包囲戦ではその一翼を担った。6月22日にフランスとの休戦協定が締結された。この後、親衛隊特務部隊は武装親衛隊と新名称を付与された。これに合わせてLSSAHは連隊から旅団規模に格上げされた。この頃ヴィットマンは砲兵学校にて突撃砲兵の訓練を受けた。

### 独ソ戦

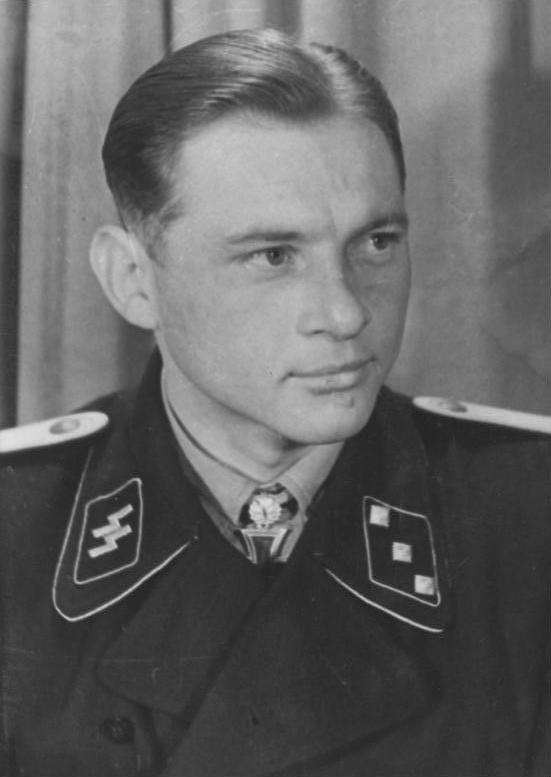
素顔のヴィットマン (1944年1月)

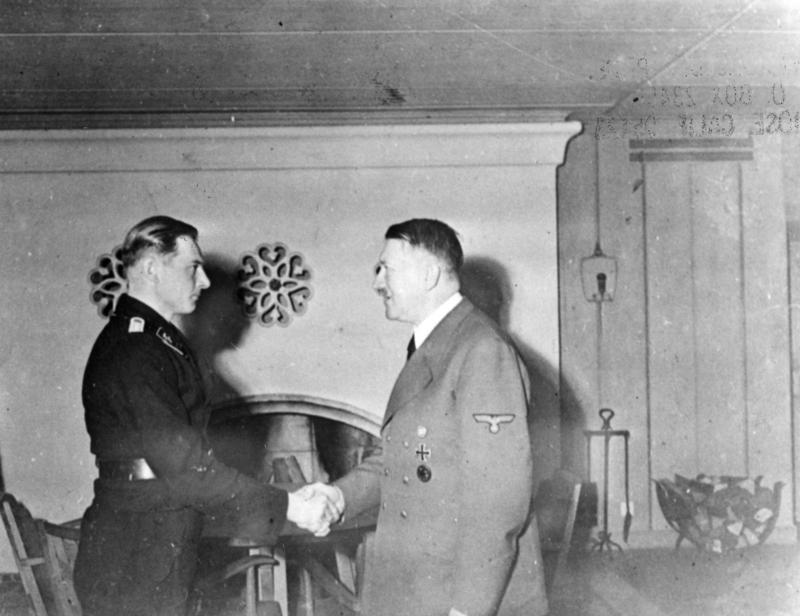
アドルフ・ヒトラーから騎士鉄十字章の授与を受ける様子

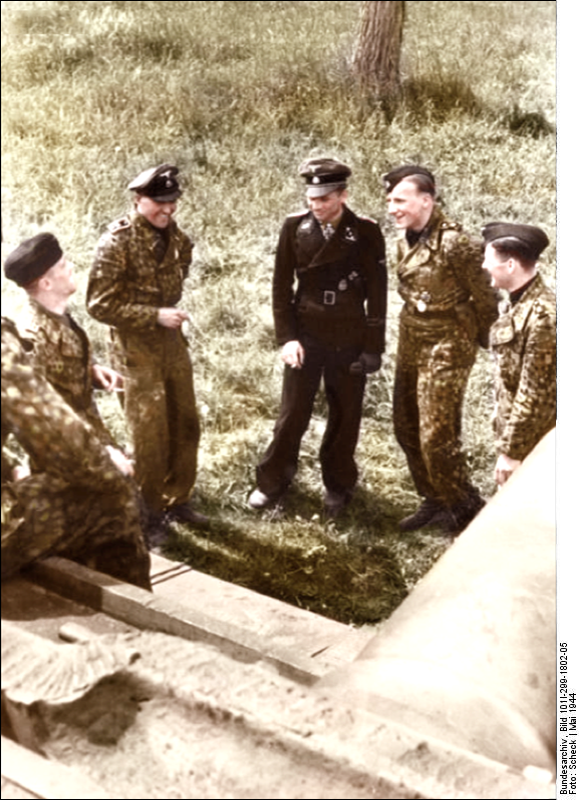
部下と談笑 (1944年5月)

1941年6月22日にバルバロッサ作戦が発動され、独ソ戦が始まる。LSSAH旅団はフォン・クライストの第1装甲集団 (Panzergruppe 1、通称クライスト装甲集団) に配属され、先鋒を務めた。ヴィットマンはIII号突撃砲の車長になっていた。7月16日からのウマーニ包囲戦においてヴィットマンは16両（数は諸説あり）の戦車と会敵、地形を巧妙に利用して一方的に攻撃し、6両の戦車を撃破した。功績は高く評価され、第二級鉄十字章を受章、その後も確実に戦果を上げていった。
ウマーニ戦後、LSSAH旅団はロシア深く進軍したが、冬季の寒波と泥濘のためにロストフ・ナ・ドヌで停止を余儀なくされた。補給線が伸び切り、困難に陥ったドイツ軍は、徐々に戦力を消耗させ、ソ連軍が広大な後背地の国内各地から限りなく繰り出す兵員の人海戦術がさらに出血を強いた。ドン川を挟んで延々と続けられた一連の戦いの中でヴィットマンは負傷し、本国に送還されることとなった。この時、上官のマックス・ヴュンシェ (en:Max Wünsche) がヴィットマンを士官候補生として推薦した。
1942年7月、健康を回復したヴィットマンは、バート・テルツ親衛隊士官学校 (SS-Junkerschule Bad Tölz) に入校。同年11月、多数の損害を出したLSSAH旅団は本国で再編され、合わせて旅団から師団に格上げされることとなった。1942年12月、ヴィットマンは将校教育を修了し、親衛隊少尉に任官、LSSAH師団のSS第1戦車連隊第13中隊に配属され、新型のVI号戦車ティーガーIを受領した。ヴィットマンは戦車長となり、バルタザール・ヴォルSS上等兵（Balthasar Woll,愛称：バルティ）が砲手（照準手）となる。ヴィットマンの驚異的な敵戦車撃破数を語る上で砲手のヴォルの高い技量とティーガー戦車の高性能は欠かせない。
1943年、LSSAH師団は再び東部戦線へ派遣され、エーリッヒ・フォン・マンシュタインの第4装甲軍の指揮下に第三次ハリコフ攻防戦に投入された。LSSAH師団はハリコフ市街地の制圧に成功、第3次ハリコフ攻防戦はドイツ軍の勝利に終わる。これによってクルスクを中心としたソ連軍の突出部が形成され、後のクルスクの戦いへと繋がっていくこととなる。
1943年7月4日、ツィタデレ作戦が発動され、クルスクの戦いが開始された。ドイツ軍はソ連軍突出部へ向けて攻撃を仕掛けたが、予期していたソ連軍は、高度な対戦車縦深陣地（パックフロント）を敷いてドイツ軍を迎え撃った。このため、ドイツ軍の進撃速度はひどく緩慢になり、やがて停滞する。LSSAH師団は第3SS装甲擲弾兵師団：トーテンコップと協同してプロホロフカの奪取を目指した。7月12日、大規模なソ連軍戦車部隊が反撃しプロホロフカ戦車戦が起こった。ヴィットマンと第13戦車中隊は、約40両のソ連戦車を撃破したと伝えられる。戦線全体を俯瞰すれば、ドイツ軍の進撃は予定を遅れ、連合軍のシシリー上陸が重なり、7月13日に作戦中止の総統命令が発令され、クルスク戦は終了する。クルスク戦でのヴィットマンの戦果は、戦車30両、対戦車砲28門であった。
クルスクから撤収したLSSAH師団はイタリアに転戦した。1943年7月25日にムッソリーニが失脚し、イタリアはローマを目指す米軍と講和を結び、枢軸国から脱落する。LSSAH師団はイタリア軍の武装解除を行い、再び東部戦線に戻った。
クルスク戦以降、ソ連軍の攻勢は勢いを増し、一方ドイツ軍は追い込まれていった。LSSAH師団も後退と限定的反撃を繰り返すようになった。苦しい戦闘の中でヴィットマンはスコアを伸ばし続け、1943年12月6日には、撃破戦車は60両に到達した。1944年1月13日、敵戦車66両撃破の功により、ヴィットマンは騎士鉄十字章を授与された。同日、さらにソ連軍戦車16両以上を撃破、ヴィットマンのスコアは一挙に80両を超えた。1月15日にヴィットマンの戦果に大きく貢献したヴォルに師団長テオドール・ヴィッシュから騎士鉄十字章が授与された。ヴィットマンに柏葉付騎士鉄十字章の授与が1月19日に決定、2月2日ヴィットマンは総統大本営にてヒトラー本人から、柏葉付騎士鉄十字章を拝領し、合わせてSS中尉に昇進した。
1944年4月、ロシアからLSSAH師団はベルギーに戻り再編されることとなった。ヴィットマンの第13戦車中隊は第101SS重戦車大隊に合流する。大隊は ティーガーI を装備していた。ヴィットマンは第2中隊長に任じられ（205号車）、ヴォルSS軍曹（212号車）も戦車長となる。

### ヴィレル・ボカージュの戦い

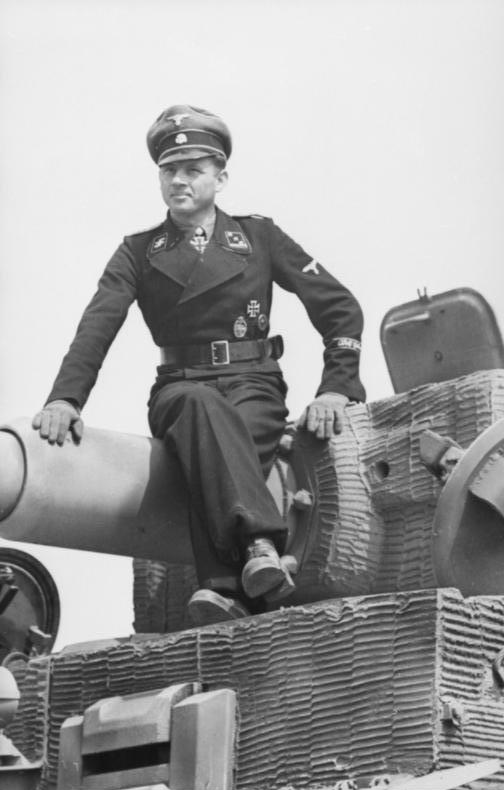
ティーガー戦車上のヴィットマン。北フランスにて。宣伝中隊(PK)によるプロパガンダ写真。 (1944年5月)

1944年6月6日、オーバーロード作戦が発動、連合軍がノルマンディー海岸に上陸した。第101SS重戦車大隊も連合軍の上陸地点へ投入されることとなった。ドイツではこの上陸作戦を連合軍のヨーロッパ大陸への侵攻と捉え「侵攻戦線」と呼んだ。
6月13日にカーン市の側面への迂回突破を図るイギリス第7機甲師団（アフリカ戦線でロンメルの主敵であった「砂漠の鼠」）の先鋒戦車部隊がヴィレル・ボカージュに差し掛かり、休息のために停止した。これを知ったヴィットマンは、直ちに単独攻撃を決意。自身の205号車は不調のため、231号車（212又は222号車の説あり・212、231は当時作戦可能ではなかったとも言われる）に乗り込み、ヴォルを砲手に呼んだ（ヴィットマンが212号車に乗車した場合、戦車長のヴォルが砲手にスライドしたこととなる。ヴォルは戦闘に参加していないと言う説もある）。
ヴィットマンは単独でヴィレル・ボカージュの戦いの幕を切った。この街の南側から奇襲をかけ、攻撃開始と同時に3両の戦車を撃破。その後、東方の213高地へ生垣を遮蔽物としながら街道上の車列を攻撃、6両の戦車、10両の装甲兵員輸送車（ハーフトラック）、4両の装甲車、2門の対戦車砲を撃破した。213高地で第2中隊の戦車と合流すると、再びヴィレル・ボカージュへ向かった。市街に入ったところで3両の戦車と指揮戦車を撃破。ここでイギリス軍の対戦車砲による攻撃を受け、231号車が行動不能となったため、ヴィットマンたちは脱出した（当時の状況については、資料により多くの異説がある）。
まもなく後続の第1中隊がヴィレル・ボカージュに突入し、バイエルラインの装甲教導師団からの増援も到着した。戦闘は夕方まで継続され、英第7機甲師団は損害の多さに撤退した。第101SS重戦車大隊は迂回突破を阻止することに成功したのである。ヴィットマン自身は、戦闘で27両の車両を撃破した。6月25日に総統官邸に出頭したヴィットマンにヒトラーはみずからヴィレル・ボカージュの功績により柏葉剣付騎士鉄十字章を授与した。これに合わせてSS大尉に昇進し第101SS重戦車大隊長に任命された。

### 最期

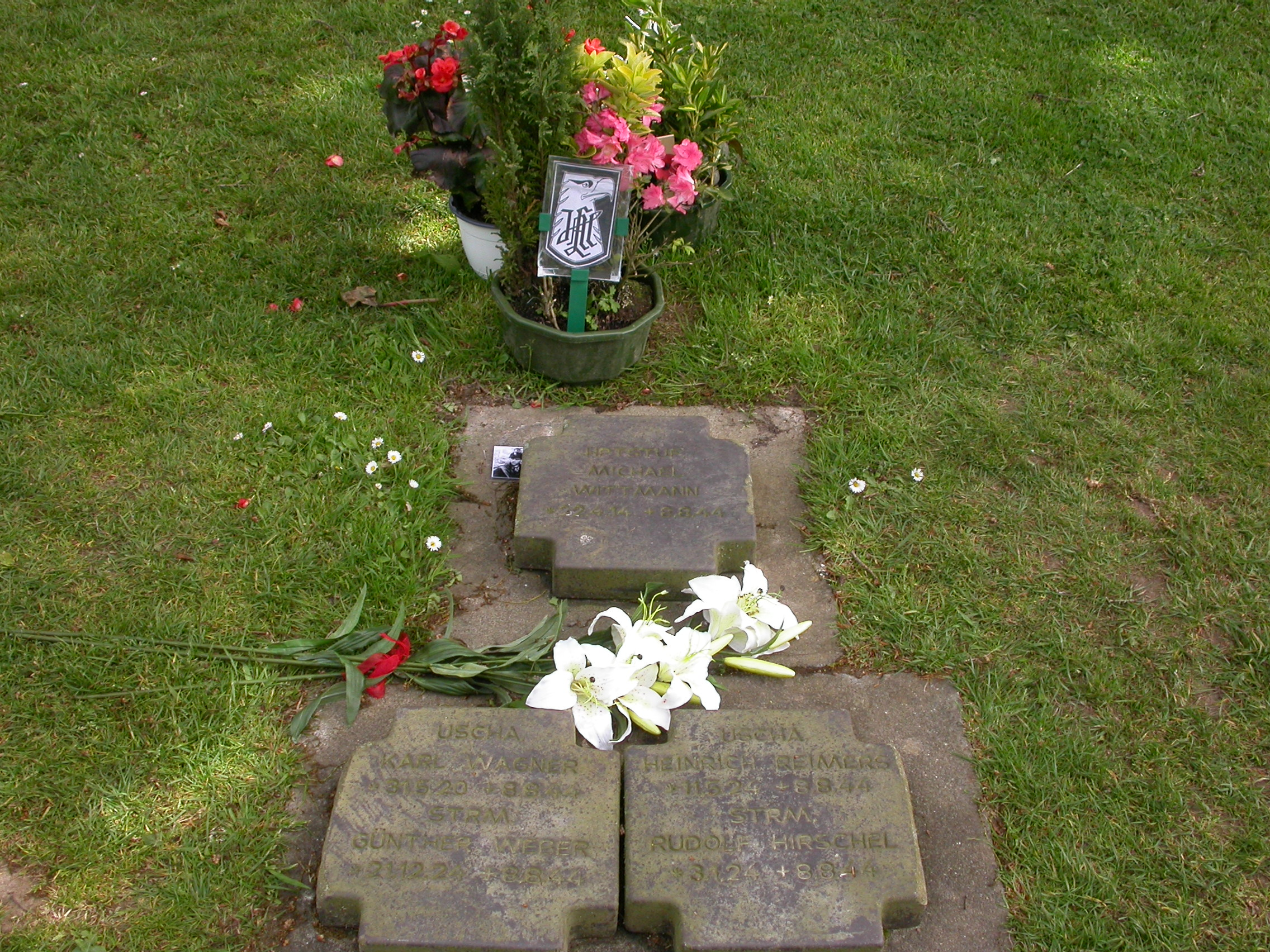
ヴィットマンおよび戦車クルーの墓碑

1944年8月8日、ヴィットマンの第2中隊は友軍の後退を援護するためサントーへ向けて出撃した。乗車はティーガー007号車である。12時40分頃、007号車を含める4両のティーガーは前進中に国道158号線で敵軍の対戦車砲に攻撃された。交戦する間も無く3両が撃破され、007号車も車体側面にシャーマン ファイアフライの直撃弾を受け大破炎上、ヴィットマンらは戦死した。この日、新入りだった若い将校のため、わざわざ大隊長の彼がサポート役を買って出て同行していた。
なお、ヴィットマンはカナダ軍第4機甲師団に所属する車両に撃破されたということが、そのときのファイアフライの乗員の証言からわかっている。また、タイフーン戦闘爆撃機やP-51による対戦車ロケット攻撃説もとなえられたが、最新の研究から現在これを信じているものはいない。
ヴィットマンと仲間の遺体は、撃破された付近に仮埋葬されたままになっていたが、1983年に道路拡張工事中に遺骨が発見され、現在はラ・カンプのドイツ軍戦没者墓地に埋葬されている。

## 日本での扱い
日本においては、上述のヴィレル・ボカージュの戦いでの活躍やその後の悲劇的な最期などから戦記小説などで頻繁に取り上げられ、ドイツ軍戦車エースの中でも知名度が高い。
その中でも、パウル・カレルが著した『彼らは来た』に登場する、ヴォルの「ふん、もう勝ったと思ってるな」に対する「そうらしい。では教育してやるか」というヴィットマンの返答がよく知られている。
なお、この会話は原著ではそれぞれ»Ja, glauben die denn, sie haben den Krieg gewonnen?«および»Offenbar, aber sie sollen sich irren.«であり、直訳すると「彼らは既に戦闘に勝ったと思っているのでしょうか？」「そうらしい、だがそれは間違いだ」程度の意味である。したがって、日本でよく知られている「教育してやるか」という表現は、日本語版訳者である松谷健二の意訳に依る部分が大きいことには留意を要する。